# Iñaki Astiz
Iñaki Astiz Ventura, né le 5 novembre 1983 à Pampelune, est un footballeur espagnol. Il évolue au poste de défenseur au Legia Varsovie.

## Biographie

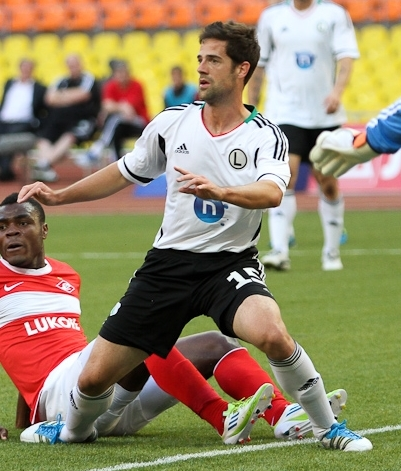
Iñaki Astiz Ventura avec le maillot du Legia Varsovie en 2011.

Formé à l'Osasuna Pampelune, il y rencontre Jan Urban, alors entraîneur de l'équipe réserve du club. À l'hiver 2007, l'Espagnol suit le coach polonais, qui prend les fonctions du Legia Varsovie, sous la forme d'un prêt avec option d'achat. Il devient alors le premier espagnol à évoluer en Orange Ekstraklasa. En juin 2008, et après 22 rencontres en championnat, Astiz signe un contrat de cinq ans avec le vice-champion polonais en titre. Avec le Legia, Astiz dispute un total de 159 matchs en première division polonaise, inscrivant 8 buts.

## Clubs
- 2006-2007 :  Osasuna Pampelune
- 2007-2015 :  Legia Varsovie
- 2015-2017 :  APOEL Nicosie
- depuis 2017 :  Legia Varsovie

## Palmarès
Legia Varsovie
- Champion de Pologne en 2013, 2014 et 2018
- Vainqueur de la Coupe de Pologne en 2008, 2011, 2012, 2013 et 2015

 APOEL Nicosie
- Champion de Chypre en 2016 et 2017
- Finaliste de la Coupe de Chypre en 2017